# Sofia Hjern
Sofia Fredrika Hjern (* 1. November 2002) ist eine Spielerin in der schwedischen Fußballnationalmannschaft. Seit 2019 spielt sie im Verein IFK Norrköping im Tor und nimmt 2025 zum ersten Mal an der Fußball-Europameisterschaft der Frauen 2025 in der Schweiz teil.

## Karriere
Hjern war bereits als Torhüterin in der Junioren-Nationalmannschaft erfolgreich und war zuvor mit der U19-Mannschaft des Linköpings FC aufgetreten. 2019 wechselte sie dann zum IFK Norrköping unter der Nummer 1 und seit 2024 teilt sie sich dort die Kapitänsbinde mit ihrer Mannschaftskameradin Fanny Andersson. Durch ihre Führungsqualitäten konnte sie sich in dieser Rolle zu einer der profiliertesten Spielerinnen in ihrem Team entwickeln. Von ihrem Verein wird Hjern als offensive und kommunikative Torhüterin mit gutem Spielverständnis beschrieben.